# Karl Denke
Karl Denke (Münsterberg, Poroszország, 1860. február 12. – Münsterberg, Weimari köztársaság, 1924. december 22.) porosz sorozatgyilkos és kannibál, aki számos embert ölt és evett meg 1903 és 1924 között . Legismertebb becenevei az "Elveszett kannibál", "a Ziebice-i kannibál" és a "Denke papa".

## Fiatalkora
Denke 1860. augusztus 12-én született Münsterbergben, a Poroszországi Sziléziában (jelenleg Ziębice, Lengyelország) egy gazdálkodó család, egyetlen gyermeke ként. Kevés dolog ismert Denke gyermekkoráról, de az biztos, hogy az iskolában, jó magaviseletű, ugyanakkor rendkívül erős volt. Mindössze 12 évesen, elhagyta a szülői házat.

### Utolsó évei
Az általános iskola elvégzése után, Denke egy kertész mellé szegődött. Mikor az apja meghalt, bátyja a farmot, Denke pedig pénzt örökölt. Ebből egy nagy telket vásárolt Denke. Próbálkozott növénytermesztéssel, de miután ez nem sikerült, eladta a telket.

## Fordítás
- Ez a szócikk részben vagy egészben  a   Karl Denke című angol Wikipédia-szócikk fordításán alapul.  Az eredeti cikk szerkesztőit annak laptörténete sorolja fel. Ez a jelzés csupán a megfogalmazás eredetét és a szerzői jogokat jelzi, nem szolgál a cikkben szereplő információk forrásmegjelöléseként.